# Newton Canegal
Newton Canegal (ur. 4 czerwca 1917 w Rio de Janeiro, zm. 23 marca 2003 w Rio de Janeiro) – piłkarz brazylijski, występujący podczas kariery na pozycji środkowego obrońcy.

## Kariera klubowa
Karierę piłkarską Newton Canegal zaczął w Portuguesie Rio de Janeiro w 1936 roku i grał w nim do 1938 roku. W 1938 roku przeszedł do lokalnego rywala - Bonsucesso, w którym grał przez rok.
W 1939 roku przeszedł do CR Flamengo, w którym grał do końca kariery do 1952 roku. Z Flamengo czterokrotnie zdobył mistrzostwo stanu Rio de Janeiro – Campeonato Carioca w 1939, 1942, 1943 i 1944 roku.

## Kariera reprezentacyjna
W reprezentacji Brazylii Newton Canegal zadebiutował 14 lutego 1945 w meczu z reprezentacją Argentyny podczas Copa América 1945, na którym Brazylia zajęła drugie miejsce. Na tym turnieju Newton wystąpił w dwóch meczach z Argentyną i Ekwadorem. W tym samym roku zdobył z Brazylią Copa Julio Roca 1945.
W 1946 roku po raz trzeci uczestniczył w turnieju Copa América, na którym Brazylia zajęła drugie miejsce. Na tym turnieju Newton wystąpił w siedmiu meczach z Urugwajem i Chile.
Ostatni raz w reprezentacji wystąpił 4 kwietnia 1948 w meczu z reprezentacją Urugwaju. Ogółem w latach 1945–1948 Newton wystąpił w barwach canarinhos w siedmiu meczach.